# روجر بيكر
روجر بيكر (بالإنجليزية: Roger Baker)‏ (10 أغسطس 1946 - ) هو لاعب كرة يد أمريكي. شارك في الألعاب الأولمبية الصيفية 1972 والألعاب الأولمبية الصيفية 1976.

## وصلات خارجية
- روجر بيكر على موقع أوليمبيديا (الإنجليزية)